# لاودیو

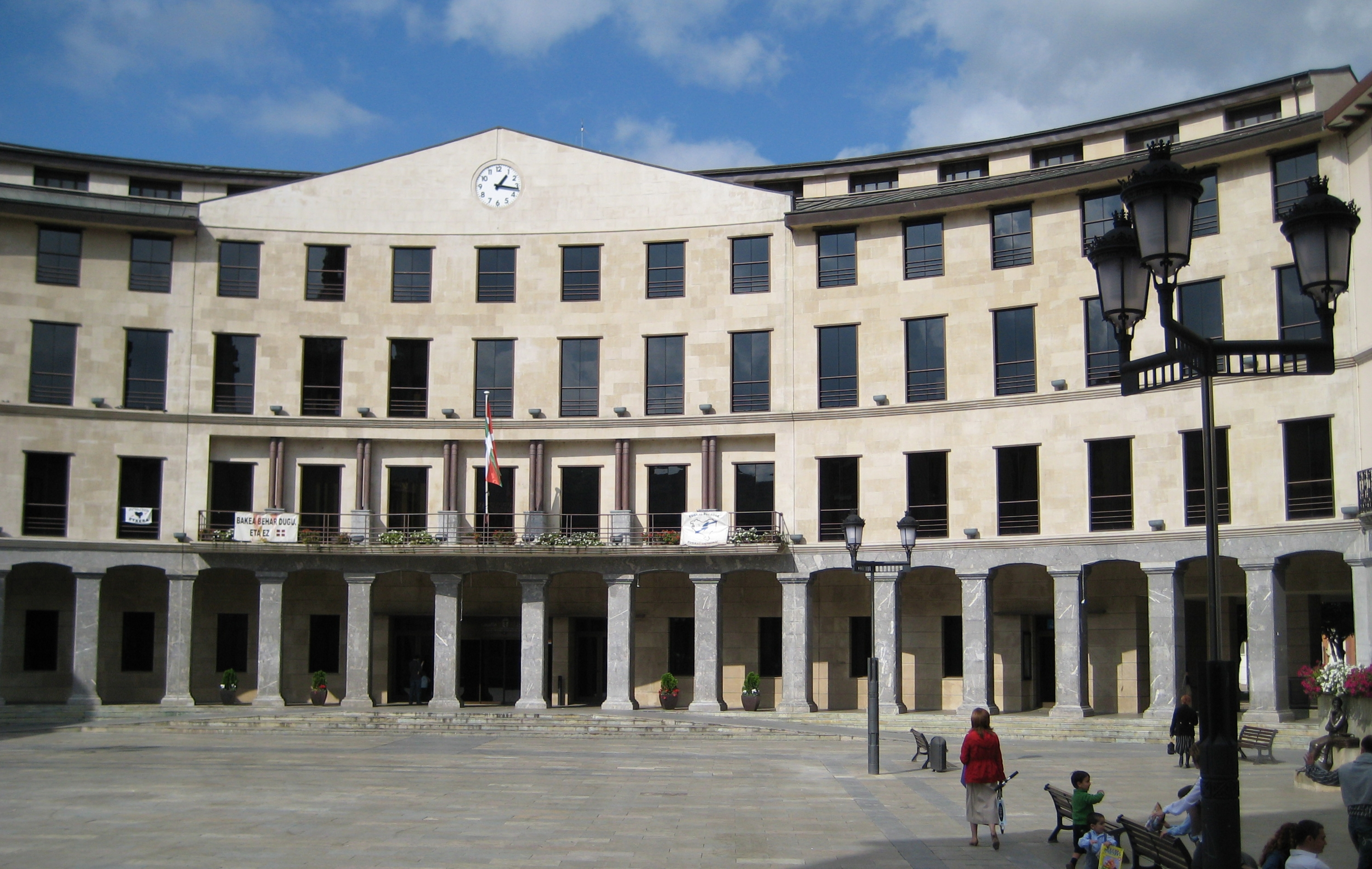
ساختمانی در لاودیو

لاودیو/یُدیو دهستانی در استان آلابای اسپانیا است.
در این دهستان ۱۸۴۷۸ نفر زندگی می‌کنند. مساحت این دهستان ۳۷٫۵۸ کیلومتر مربع است.

## مراجع
- نام، جمعیت و مساحت از درگاه ملی آمار (اسپانیا) گرفته شده است.